# Imaginary (film)
Imaginary is een Amerikaanse bovennatuurlijke horrorfilm uit 2024, geregisseerd en mede geschreven en geproduceerd door Jeff Wadlow.

## Verhaal
Jessica verhuist terug naar haar ouderlijk huis met haar achtjarige stiefdochter Alice. Alice vindt een knuffelbeer uit Jessica's jeugd, genaamd Chauncey.

## Rolverdeling
| Acteur          | Personage            |
| --------------- | -------------------- |
| DeWanda Wise    | Jessica              |
| Pyper Braun     | Alice                |
| Tom Payne       | Max                  |
| Betty Buckley   | Gloria               |
| Taegen Burns    | Taylor               |
| Matthew Sato    | Liam                 |
| Verónica Falcón | Dr. Alana Soto       |
| Dane DiLiegro   | Chauncey Bear (stem) |

## Release en ontvangst
Imaginary ging op 8 maart 2024 in première. De film kreeg overwegend negatieve kritieken van de filmcritici, met een score van 30% op Rotten Tomatoes, gebaseerd op 57 beoordelingen.